# 35.º distrito congresional de California
El 35.º distrito congresional es un distrito congresional que elige a un Representante para la Cámara de Representantes de los Estados Unidos por el estado de California. Según la Oficina del Censo, en 2011 el distrito tenía una población de 652 872 habitantes. Actualmente el distrito está representado por la Demócrata Gloria Negrete McLeod.

## Geografía
El 35.º distrito congresional se encuentra ubicado en las coordenadas 34°02′43″N 117°35′18″O / 34.0454006, -117.5883234.

## Demografía
Según la Oficina del Censo de los Estados Unidos, en 2011 había 652 872 personas residiendo en el 35.º distrito congresional. De los 652 872 habitantes, el distrito estaba compuesto por 256 738 (39.3%) blancos; de esos, 244 518 (37.5%) eran blancos no latinos o hispanos. Además 190 937 (29.2%) eran afroamericanos o negros, 2 238 (0.3%) eran nativos de Alaska o amerindios, 39 983 (6.1%) eran asiáticos, 2 409 (0.4%) eran nativos de Hawái o isleños del Pacífico, 155 521 (23.8%) eran de otras razas y 17 266 (2.6%) pertenecían a dos o más razas. Del total de la población 348 686 (53.4%) eran hispanos o latinos de cualquier raza; 255 297 (39.1%) eran de ascendencia mexicana, 2 993 (0.5%) puertorriqueña y 1 946 (0.3%) cubana. Además del inglés, 4 468 (49.2%) personas mayor a cinco años de edad hablaban español perfectamente.
El número total de hogares en el distrito era de 205 269 y el 69.3% eran familias en la cual el 38.1 tenían menores de 18 años de edad viviendo con ellos. De todas las familias viviendo en el distrito, solamente el 37.8% eran matrimonios. Del total de hogares en el distrito, el 6.8 eran parejas que no estaban casadas, mientras que el 0.3% eran parejas del mismo sexo. El promedio de personas por hogar era de 3.15. 
En 2011 los ingresos medios por hogar en el distrito congresional eran de US$37 158, y los ingresos medios por familia eran de US$58 799. Los hogares que no formaban una familia tenían unos ingresos de US$63 660. El salario promedio de tiempo completo para los hombres era de US$31 931 frente a los US$32 173 para las mujeres. La renta per cápita para el distrito era de US$17 963. Alrededor del 24.4% de la población estaban por debajo del umbral de pobreza.